# Hugh Paterson, 2.º Baronete
Sir Hugh Paterson, 2.º Baronete (c. 1685 - 23 de março de 1777) foi um jacobita escocês e membro do Parlamento da Grã-Bretanha.
Filho de Sir Hugh Paterson, 1.º Baronete por sua esposa Barbara, filha de Sir William Ruthven de Dunglass e Katherine, filha de William Douglas, 1.º Marquês de Douglas, ele sucedeu seu pai como segundo Baronete, de Bannockburn, em 21 de dezembro de 1701. De 1710 a 1715, ele foi membro do Parlamento por Stirlingshire.